# Останино (Тюменская область)
Оста́нино — деревня в Бердюжском районе Тюменской области России. Входит в состав Пегановского сельского поселения.

## География
Деревня находится в юго-восточной части Тюменской области, в лесостепной зоне, на южном берегу озера Останино, к югу от автодороги Р254, на расстоянии примерно 31 км (по прямой) к северо-востоку от Бердюжьего, административного центра района. Абсолютная высота — 136 м над уровнем моря.
Климат
Климат характеризуется как резко континентальный, с длительной морозной зимой и коротким тёплым летом. Средняя многолетняя температура самого холодного месяца (января) составляет −18,3 °С (абсолютный минимум — −47,1 °С), температура самого тёплого (июля) — 18 °С (абсолютный максимум — 38,9 °С). Безморозный период длится в течение 115—125 дней. Среднегодовое количество осадков — 305—315 мм. Снежный покров держится в среднем 160 дней.
Часовой пояс
Деревня Останино, как и вся Тюменская область, находится в часовой зоне МСК+2. Смещение применяемого времени относительно UTC составляет +5:00.

## Население
| 2010 |
| ---- |
| 111  |

Половой состав
По данным Всероссийской переписи населения 2010 года в гендерной структуре населения мужчины составляли 48,6 %, женщины — соответственно 51,4 %.
Национальный состав
Согласно результатам переписи 2002 года, в национальной структуре населения русские составляли 71 % из 167 чел.